# Пунчхон

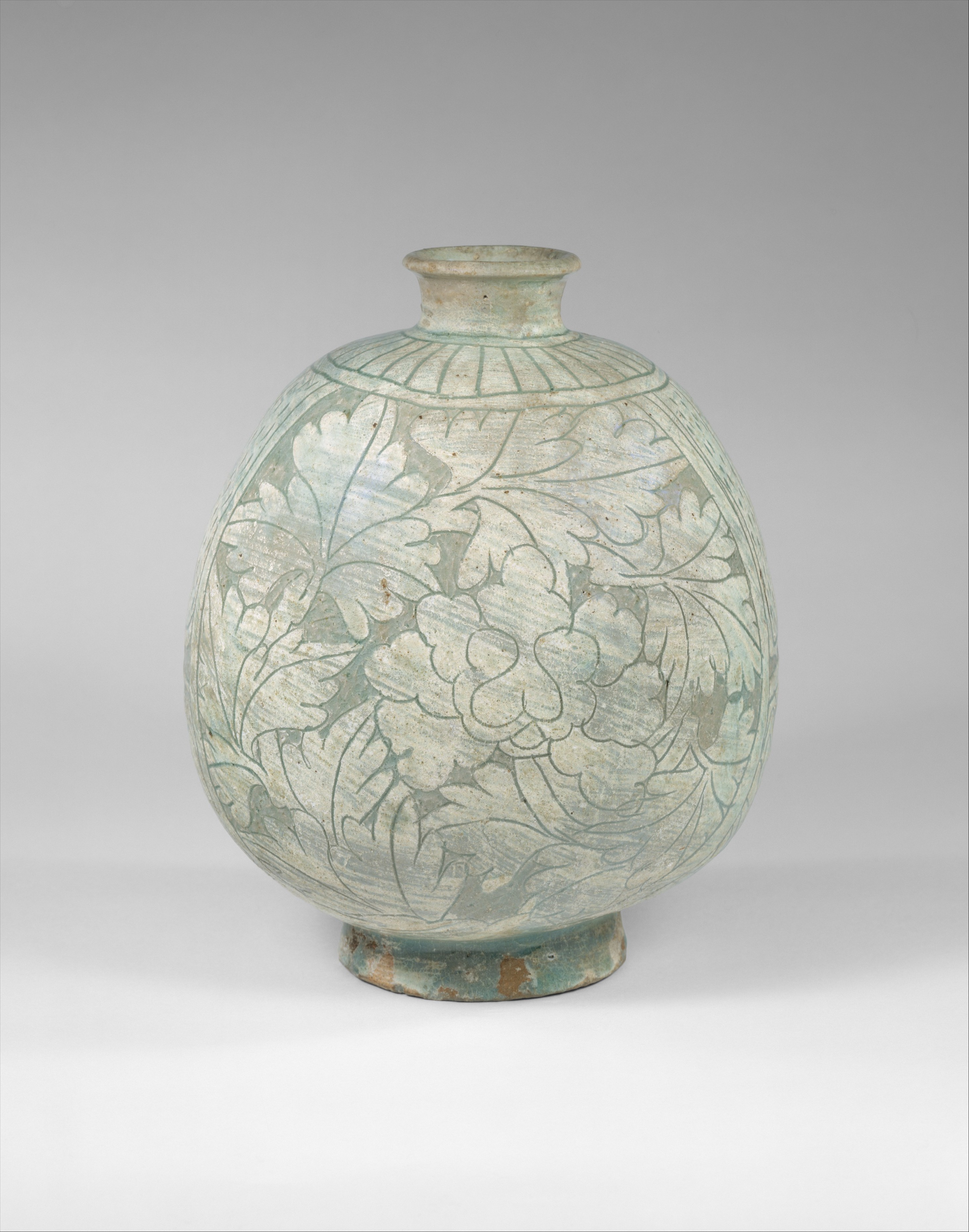
Бутыль, конец XV века.

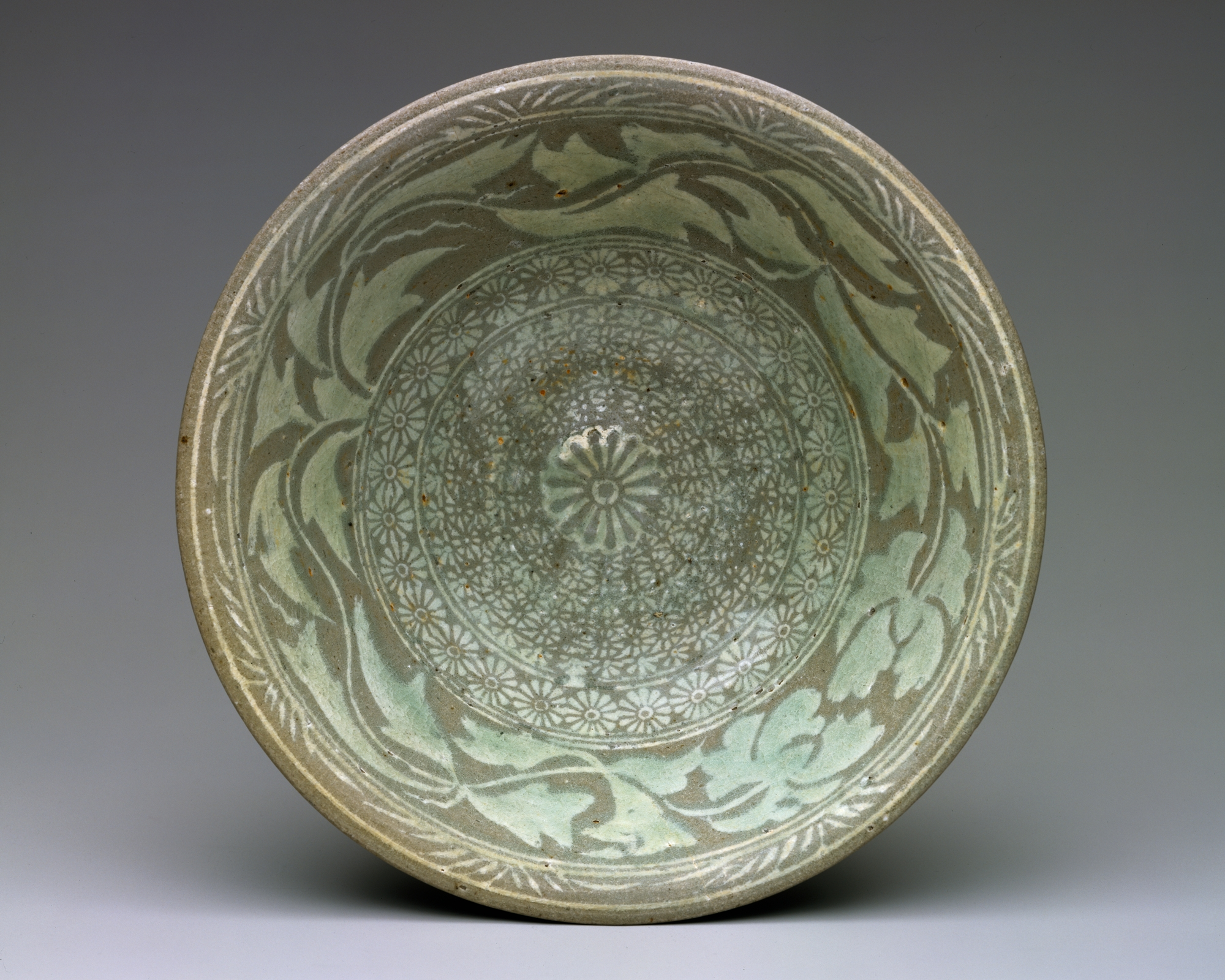
Миска, XV век.

Пунчхон кор. 분청사기?, 粉靑沙器? — вид традиционной корейской керамики серо-зелёного цвета, покрытый ангобом (белой глиной), часто с рисунком.

## История
Пунчхон зародился в первые два столетия эпохи Чосон (1392—1910). Однако название для керамических изделий этого типа появилось в 1930-х годах благодаря историку искусства Ко Юсопу. Название можно перевести как «серо-зелёная керамика, украшенная пудрой».
Пунчхон эволюционировал из ранних керамических изделий селадон эпохи Корё, для изготовления которых применялась техника инкрустации сангам. Стиль, появившийся в ранние годы эпохи Чосон, в бытовом использовании быстро вытеснил селадон. Однако изделия использовались не только простолюдинами, на нескольких сохранившихся изделий обнаружены печати государственных организаций. В отличие от изысканных черт селадона, изделия пунчхон более практичные, естественные и непритязательные. Тем не менее, к началу XVII века после вторжения японских войск в 1592—1598 годах пунчхон практически исчез из Кореи из-за ставшего популярным белого фарфора.
Благодаря культурным и экономическим связям государства изделия пунчхон экспортировались в Японию, где использовались для чайных церемоний. После того, как корейская керамика распространилась среди японских чайных мастеров, она повлияла и на японскую керамику; корейские изделия вместе с ввозившейся из других стран керамикой стали именоваться мисима.
В XX веке интерес к пунчхону со стороны художников и керамистов вновь вернулся. Некоторые современные корейские керамисты восстанавливают и используют в своей работе технологии пунчхона. В 2011 году Художественный музей Самсунг издал книгу об истории пунчхона для выставки «Поэзия в глине» в Нью-Йорке и Сан-Франциско.
Большие коллекции керамических изделий в технике хранятся в собраниях Национального музея Кореи и Художественного музея Самсунг.

## Техника
Для пунчхона используется тёмная глина, содержащая железо; для украшения и создания рисунка — белый ангоб и полупрозрачная серо-зелёная глазурь. Для создания рисунка на изделие наносится ангоб, затем прорисовывается узор, обнажающий тёмный цвет глины. Техника похожа на предшественника — селадон. Сохранившиеся керамические изделия пунчхон также чётко передают типичные черты и техники того региона, в котором они изготавливались. Например, изделия из провинции Чхунчхондо отличаются рисунком, нанесённым железом.